# Black Sails
Black Sails, en català Veles Negres, és una sèrie de televisió ambientada a l'edat d'or de la pirateria. L'acció està protagonitzada pel fictici capità Flint, del clàssic L'illa del tresor de Robert Louis Stevenson, l'any 1715, 20 anys abans dels esdeveniments del llibre.
Creada per Robert Levine i Jonathan E. Steinberg la sèrie es va emetre per primera vegada el 25 de gener del 2014. Abans de l'emissió dels 8 episodis de la primera temporada, el juliol del 2013, es va anunciar una segona temporada de 10 episodis que es començaria a emetre el gener del 2015. La tercera temporada es va emetre a principis del 2016, i va concloure amb la quarta temporada, emesa en 2017.

## Argument
L'any 1715, el capità Flint és un dels pirates més temuts que controlen la colònia britànica de l'illa de Nova Providència. Sabent que la Royal Navy planeja recuperar el control de l'illa i exterminar l'amenaça pirata, en Flint s'alia amb la filla d'un contrabandista local, Eleanor Guthrie.
Junts, i amb l'ajuda d'altres pirates, intentaran capturar un galió de la Flota d'Índies que retorna a la península Ibèrica amb un gran carregament d'or: L'Urca de Lima. Durant la segona temporada es descobreix com i perquè un oficial de la Royal Navy com Flint es converteix en pirata, i en la tercera i quarta temporades l'argument se centra en la lluita pel control de Nova Providència entre els pirates i l'imperi Britànic, representat pel capità Woodes Rogers.